# Megalagrion molokaiense
Megalagrion molokaiense ist eine möglicherweise ausgestorbene Libellenart aus der Familie der Schlanklibellen (Coenagrionidae). Sie war auf der Hawaii-Insel Molokaʻi endemisch.

## Merkmale
Von Megalagrion molokaiense wurden nur Männchen gesammelt. Die bekannten Exemplare haben eine Körperlänge von 53 bis 57 mm und eine Flügelspanne von 62 bis 65 mm. Der längliche Körper ist rötlichbraun und schwarz. Der Kopf ist oberseits überwiegend schwarz. Die Augen, das Gesicht, die Mundwerkzeuge und die Querstreifen entlang des Rückenrandes sind rot. Der Thorax ist breit rötlich-orange und schwarz gestreift. Die Beine sind rötlich-orange. Das Abdomen ist oberseits hauptsächlich rötlich mit schwarzen Markierungen an den Segmenten IV bis VII. Die Segmentspitzen VI und VII sind nahezu vollkommen schwarz. Die Hinterleibsanhänge der Männchen sind kurz, wobei die oberen länger sind als die unteren. Die Spitzen der oberen Hinterleibsanhänge sind kantig. Von oben gesehen haben die oberen Hinterleibsanhänge einen breiten inneren abgeflachten Fortsatz mit einem kleinen scharfen nach innen vorspringenden Zahn. Die Weibchen und die Larven sind unbeschrieben.

## Lebensraum und Lebensweise
Nach Angaben des Erstbeschreibers Robert Cyril Layton Perkins wurden die Typusexemplare in den Molokaʻi Mountains in einer Höhenlage von über 4.000 Fuß (1220 m) gesammelt. Über Lebensraum und Lebensweise dieser Art ist nichts bekannt. Bei den ähnlichen Arten Megalagrion jugorum und Megalagrion nesiotes suchen die ausgewachsenen Libellen keine Wasserläufe auf. Es wird vermutet, dass Megalagrion molokaiense ihre Eier im Sickerwasser, an feuchten Ufern oder im Laub ablegt. Die ausgewachsenen Libellen fliegen vermutlich in Wäldern und Hügelketten mit ähnlichen Lebensräumen wie Megalagrion oahuense und Megalagrion nesiotes.

## Systematik
Robert Cyril Layton Perkins beschrieb diese Form 1899 als Agrion molokaiense. Clarence Hamilton Kennedy stellte sie 1917 in die Gattung Megalagrion.

## Status
Die IUCN listet Megalagrion molokaiense in die Kategorie „vom Aussterben bedroht“ (critically endangered) mit dem Zusatz „möglicherweise ausgestorben“ (possibly extinct). Die Art wurde seit den 1940er Jahren nicht mehr gesehen. Suchexpeditionen im bekannten Verbreitungsgebiet blieben erfolglos. Die Hauptgefährdung geht von Ameisen und eingeführten Huftieren aus.